# Prickkaktus
Prickkaktus (Astrophytum ornatum) är en suckulent växt inom släktet Astrophytum och familjen kaktusar.

## Beskrivning
Det finns fyra arter inom detta släkte, två taggiga och två tagglösa, varav Prickkaktus tillhör den taggiga gruppen, den andra arten med taggar heter Bockhornskaktus. Prickkaktus är tämligen dvärgväxande, globformade plantor med fyra till åtta spetsiga, spriralvridna åsar. Växtkroppens yta har i en del fall sträva, mjöliga vita prickar. 

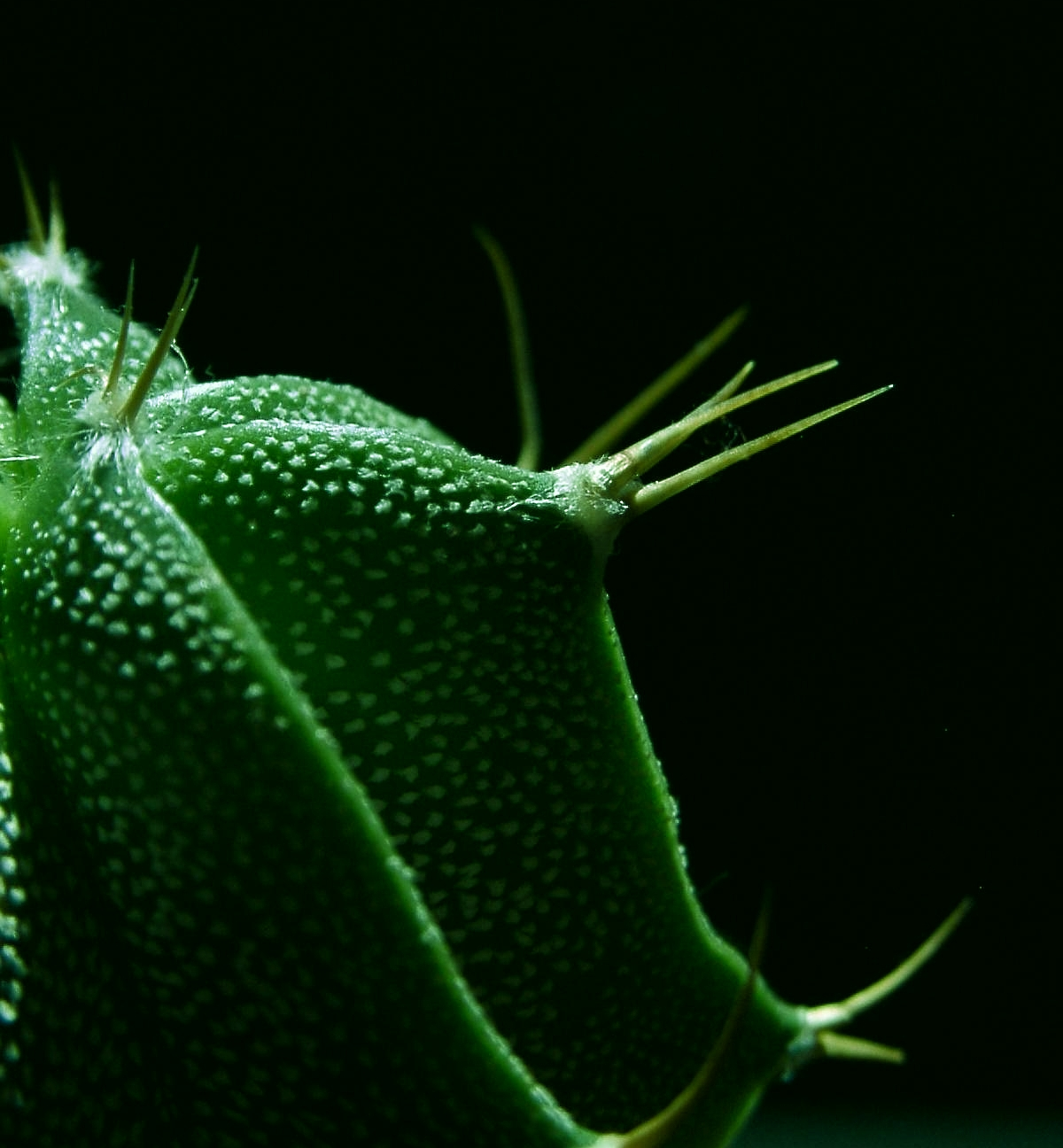

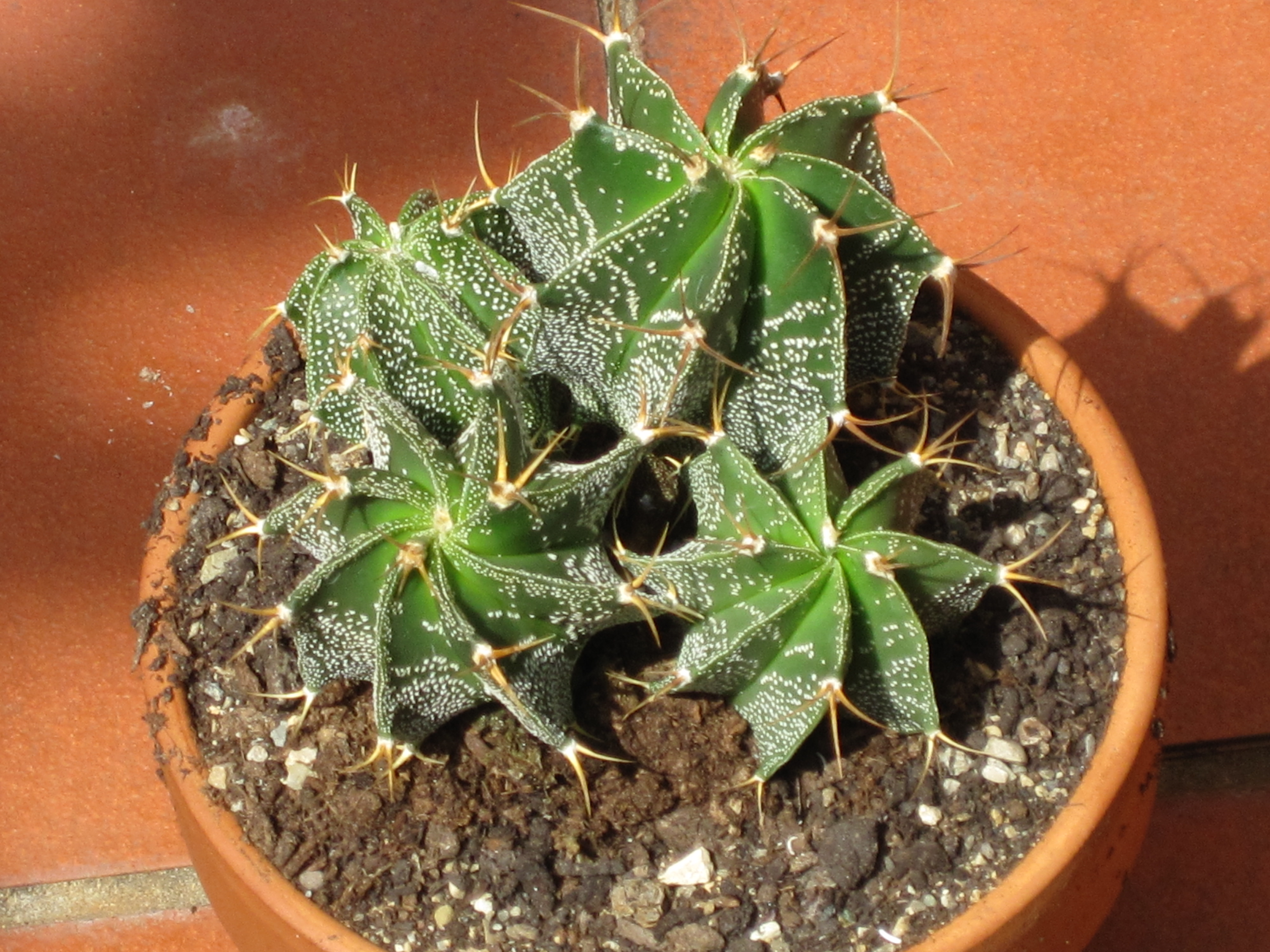
Växt

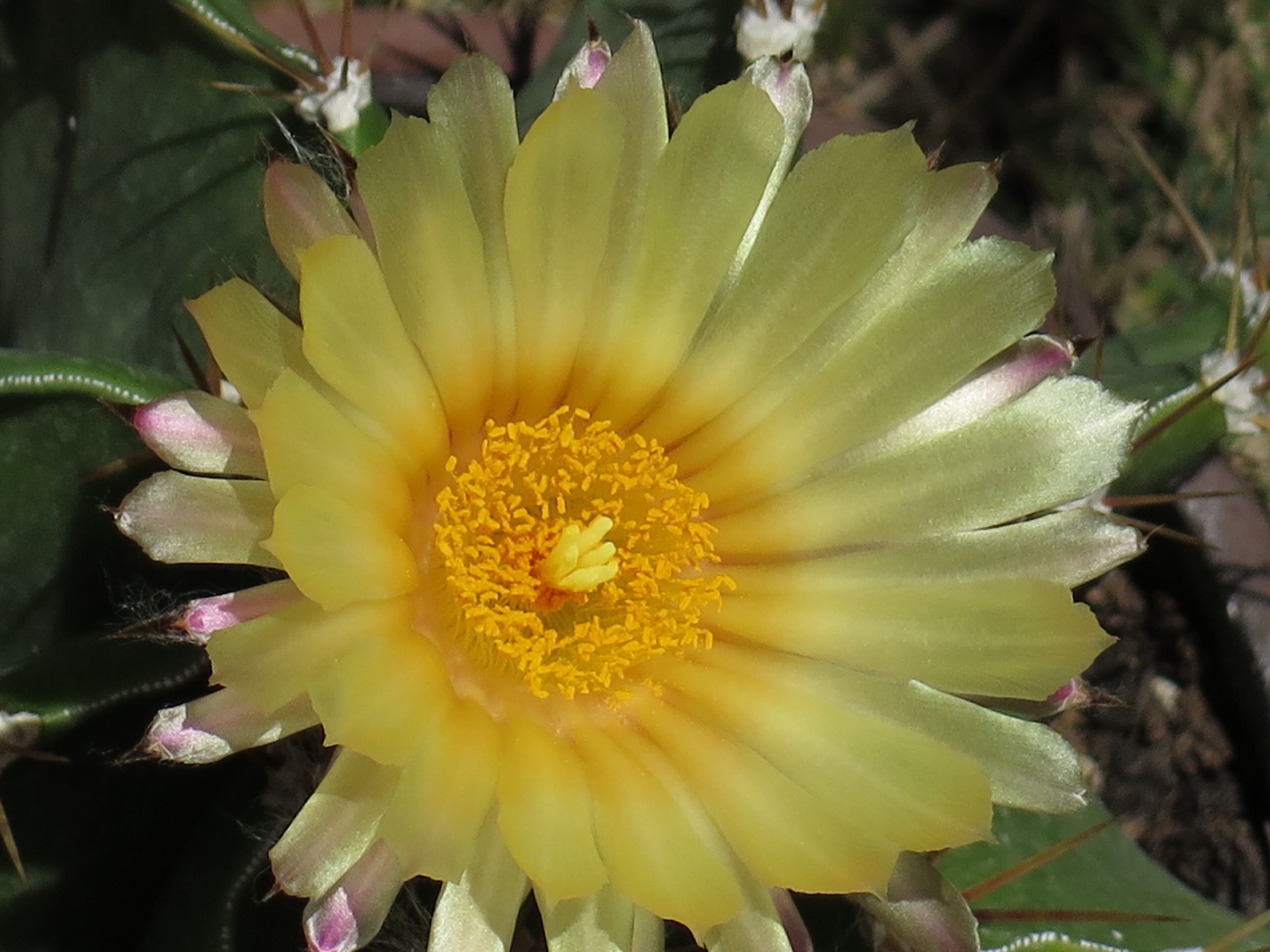
Blomman

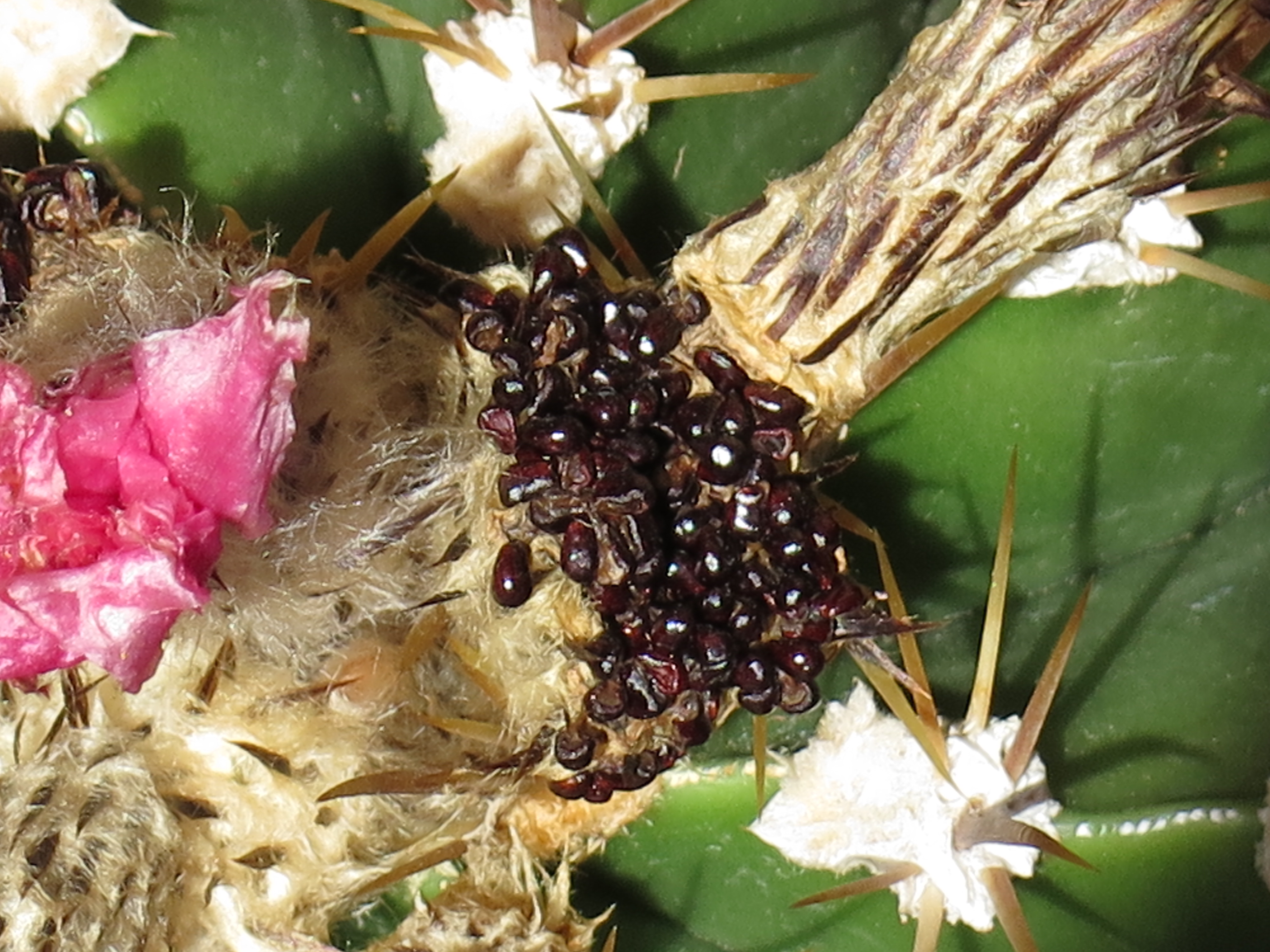
Frön

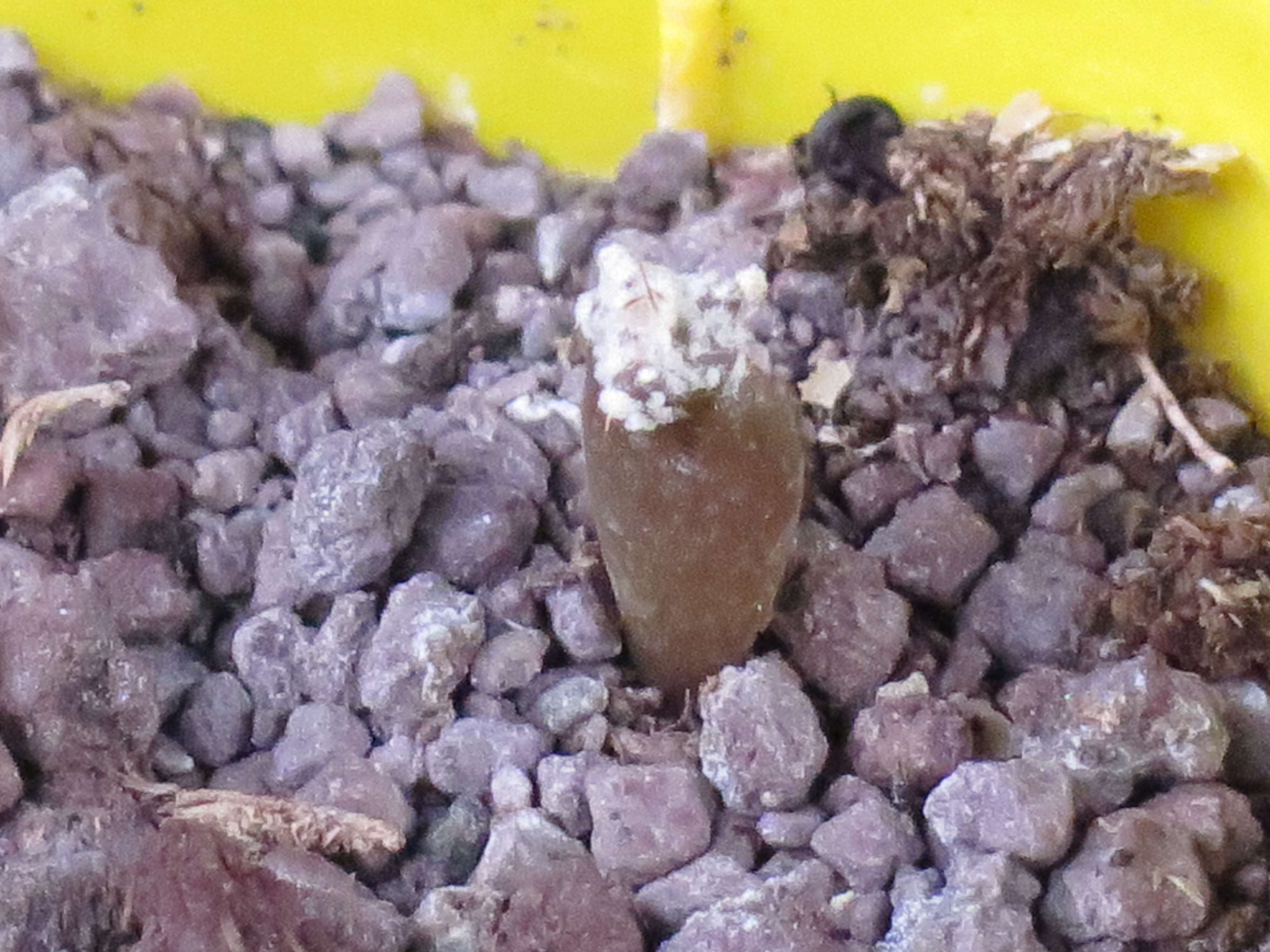
Växt en månad från såning

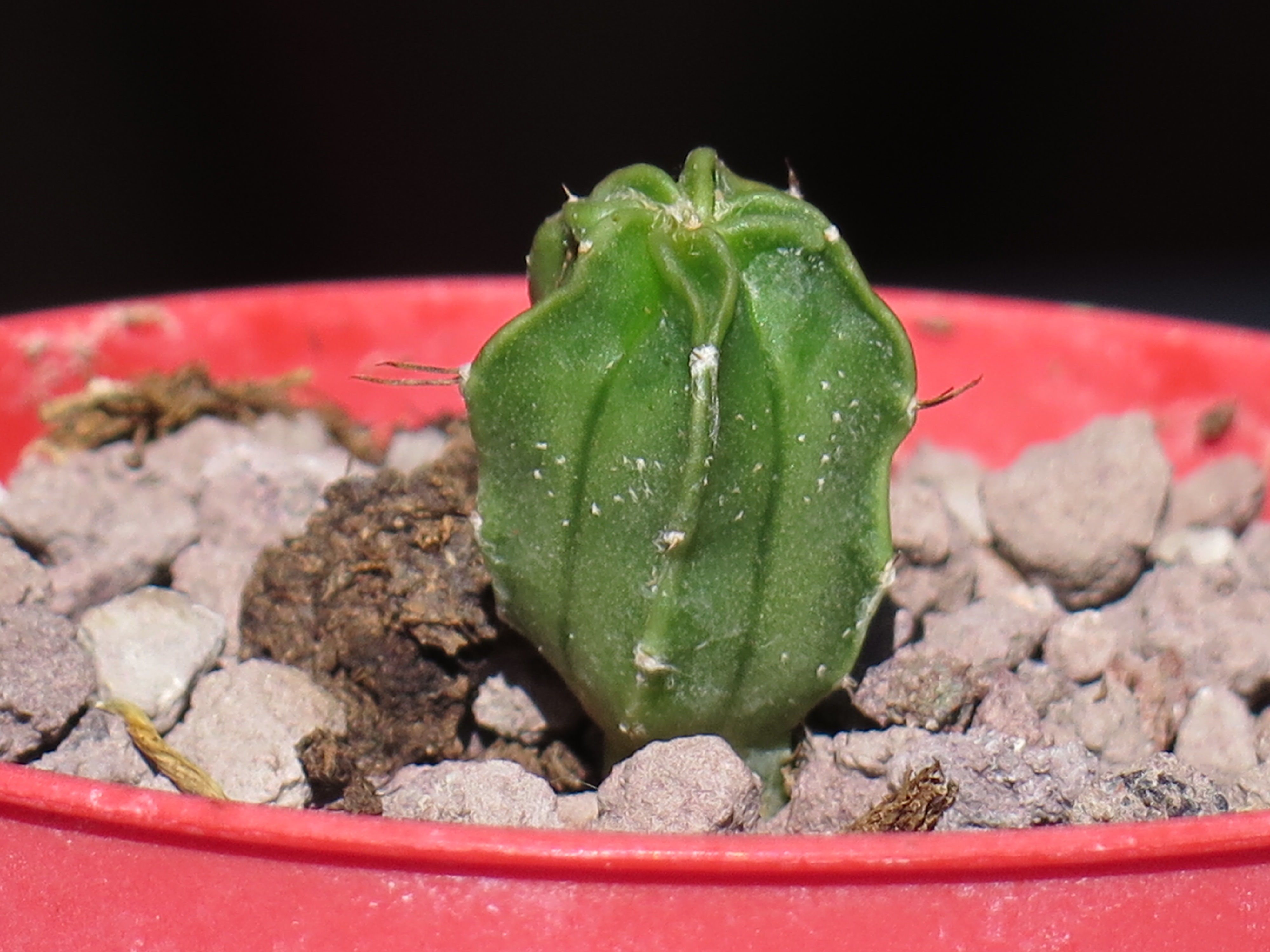
Växt ett år efter sådd

Areolerna är väl skilda från varandra och är ganska ulliga. Taggarna hos Prickkaktus och dess varieteter är fem till elva stycken, ganska styva, relativt raka, runda, gulaktiga och upp till tre centimeter långa. De gula blommorna är trattformade men med mycket vid öppning och är 5 till 7,5 centimeter i diameter. De klotrunda frukterna blir cirka 2,5 centimeter i diameter och är täckta med gråa eller svarta, korta taggar som sitter mycket tätt.
Det vetenskapliga namnet Astrophytum är en komposition av grekiskans a’ster, stjärna och phyto’n, växt. Ornatum kommer från latinets orna’tus som betyder välförsedd, som förmodligen anspelar på det faktum att denna art i detta släkte är den enda som har riktigt vassa taggar. Välfösedd stjärnväxt.

## Förekomst
Prickkaktus är hemmahörande i centrala och norra Mexiko, över ett ganska utbrett område, upp till en höjd av 2133 meter över havet, även om de vanligtvis växer på lägre höjder. De växer mestadels i ganska stenig eller sandig jord.

## Odling
Eftersom Astrophytum alltid är ensamväxande måste de fröförökas, men man kan få blommande plantor efter fyra till fem år, eller till och med kortare tid i tropiskt klimat. Fröna gror ganska snabbt och inom några få veckor är fröplantan förhållandevis stor, jämfört med lika gamla plantor av andra klotkaktusar. Det kan vara frestande att ge dem extra vatten för att skynda på dem, men detta bör undvikas, då det kan vara ödesdigert. Astrophytum växer bra i något sandig humusjord. Odla dem under lätt skuggat glas och ge dem mycket vatten då det är väldigt varm väderlek under våren fram till hösten när plantorna väl passerat 3,8 till 5 centimeters storlek. Till dess att plantan är tre år gammal måste man vara mycket försiktig med vattningen. Biskopsmössan är utan tvivel den mest lättodlade arten av dem alla. På vintern, förutsatt att de hålls torra, är det tillräckligt med en minimitemperatur på 8 °C, även om biskopmössan klarar lägre temperatur än så, utan att ta skada.
Hos Astrophytum kommer blommorna en och en, eller ibland två eller tre tillsammans, under en lång period, från midsommar till sent på hösten. Astrophytum-frön är mycket ömtåliga, jämfört med de flesta andra kaktusfrön, så de bör hanteras försiktigt för att inte krossas.